# Clotiazepam
Il clotiazepam (venduto sotto i nomi commerciali di Clozan, Distensan, Trecalmo, Rize, Rizen e Veratran) è uno psicofarmaco della categoria delle tienodiazepine.

## Farmacologia
Il clotiazepam è un derivato delle benzodiazepine con proprietà ansiolitiche, anticonvulsivanti, sedative e miorilassanti scheletriche. Aumenta il sonno del movimento oculare non rapido di fase 2.

## Meccanismo d'azione
Clotiazepam agisce sui recettori delle benzodiazepine (BZD). Questo agonizza l'azione del GABA , aumentando la frequenza di apertura del canale clorurato e la penetrazione degli ioni clorurati attraverso lo ionoforo. L'aumento della polarizzazione della membrana diminuisce la probabilità di scarica dei neuroni.